# Иргенский острог

Памятник Петру Бекетову в Чите

Иргенский острог — один из первых острогов на территории Забайкалья. Основан в 1653 году, упразднён в начале XVIII века. На его месте ныне село Иргень Читинского района Забайкальского края.

## История
Иргенский острог был основан 24 сентября 1653 года отрядом енисейских казаков во главе с сыном боярским Петром Бекетовым. Отряд вышел из Енисейска в июне 1652 года и за год добрался до окрестностей озера Иргень. Место было выбрано на правом берегу реки Хилок на небольшом отдалении от озера. Острог отстраивался зимой и задумывался как форпост для освоения края. В 1654 году Бекетов с отрядом отправился дальше на реку Шилку, оставив небольшое количество людей в остроге. В 1655 году укрепление сожгли тунгусы, однако нерчинский воевода Афанасий Пашков приказал в 1657 году отстроить острог заново и сделал его одной из своих резиденций. О правлении воеводы Пашкова сохранились записи протопопа Аввакума, в которых он жалуется на жестокость и злоупотребления. На месте Иргенского острога сохранилась часовня, посвящённая Иргенским мученикам — четырём воинам-казакам, которые были замучены воеводой, а впоследствии за совершённые чудеса были причислены к лику святых. Это место стало объектом паломничества.
Постепенно Иргенский острог стал утрачивать своё значение, так как река и озёра обмелели, а основной тракт изменился и стал проходить через Еравнинский и Телембинский остроги. В начале XVIII века острог был упразднён.
В 1735 году Герхард Миллер составил описание Нерчинского уезда, в котором рассказывал о часовне святых Симеона, Киприана и Иосифа. Предположительно речь шла о часовне святого Герасима Иорданского, стоявшей на берегу озера Иргень, и использовавшейся как баптистерий.